# خیلی نزدیک به چی
خیلی نزدیک به چی (به انگلیسی: So Close to What) سومین آلبوم استودیویی از خوانندهٔ کانادایی تیت مک‌ری می‌باشد که در ۲۱ فوریهٔ سال ۲۰۲۵ از سوی آرسی‌ای رکوردز منتشر گردید. او این اثر را با همکاری چند ترانه‌سرا و تهیه‌کننده از جمله رایان تدر، بلیک اسلتکین، لاست بوی، امیلی هینی، ایلیا و راب بیسل نوشت. از نظر موسیقایی، آلبوم «خیلی نزدیک به چی» ترکیبی از سبک‌های پاپ، دنس-پاپ، پاور پاپ و آراندبی است.